# Гітта Серені
Гітта Серені, ОБІ (нар. 13 березня 1921 – пом. 14 червня 2012) — австрійсько-британський біограф, історик і журналіст-розслідувач, яка стала відомою своїми інтерв'ю та нарисами про сумнозвісних особистостей, зокрема Мері Белл, засуджену у 1968 році за вбивство двох дітей, коли вона сама була дитиною, Франца Штангля, комендант табору смерті Треблінка.
Вона народилася та росла в Австрії. Вона — авторка п'яти книг, зокрема «Справа Мері Белл: Портрет дитини-вбивці» (1972) та «Альберт Шпеер: Його битва з правдою» (1995).
Серені отримала нагороду Даффа Купера та Меморіальну премію Джеймса Тейта Блека за її книгу про Альберта Шпеера у 1995 році та премію Стіга Дагермана у 2002 році. У 2004 році вона стала командором ордена Британської імперії за заслуги в журналістиці.

## Біографія
Серені народилася у Відні, Австрія, у 1921 році. Її батьком був угорський протестантський аристократ Фердинанд Серені, який помер, коли їй було два роки. Її мати була колишньою акторкою з Гамбурга, Маргіт Герцфельд, мала німецьке походження. Вітчимом Гітти Серені став економіст Людвіг фон Мізес.
У тринадцять років її відправили до школи-інтернату у Велику Британію. Дорогою потяг затримався в Нюрнберзі, де вона відвідала один із щорічних Імперських партійних з'їздів. Вона написала про захід для класного завдання, вчитель дав їй прочитати «Моя боротьба», щоб Серені змогла зрозуміти побачене. Після захоплення Австрії нацистами у 1938 році вона переїхала до Франції, де працювала з сиротами під час німецької окупації, поки їй не довелося втекти з країни через її зв'язок із французьким Опором.
Після Другої світової війни вона працювала в Адміністрації ООН для допомоги та відбудови з біженцями в окупованій союзниками Німеччині. Серед її завдань було возз'єднання дітей, викрадених нацистами з метою виховання «арійців», з їхніми біологічними родинами. Це могло стати травматичним досвідом, оскільки діти не завжди пам'ятали своїх рідних, але коли вона супроводжувала потяг із такими дітьми назад до Польщі, вона побачила радість від возз'єднання дітей з сім'єю.
Серені була присутня на Нюрнберзькому процесі протягом чотирьох днів у 1945 році як спостерігач, де вона вперше побачила Альберта Шпеера, про якого пізніше написала книгу «Альберт Шпеер: Його битва з правдою». Саме ця книга принесла їй Меморіальну премію Джеймса Тейта Блека у 1995 році. Пізніше Девід Едгар адаптував її у п'єсу «Альберт Шпеер», яку поставив Тревор Нанн у Національному театрі у 2000 році.
У 1948 році вона вийшла заміж за Дона Ганімана та переїхала до Лондона, де вони виховували двох дітей. Дон Ганіман (помер 1 червня 2011 року) працював фотографом, зокрема для «Вог», «Дейлі телеграф» і «Санді таймс». Його найвідоміша робота — плакат Че Гевари на червоному фоні (1968).
З середини 60-х і протягом 1970-х років вона багато писала для «Дейлі телеграф» під редакцією Джона Ансті. Її статті часто стосувалися молоді, соціальних служб, дітей та їхніх стосунків з батьками та суспільством. Це призвело до того, що вона висвітлювала судовий процес над одинадцятирічною Мері Белл (визнаною винною у вбивстві двох дітей). Справа дівчинки-вбивці лягла в основу її першої книги.

## Творчий доробок

### Книги
«Справа Мері Белл» вперше вийшла друком у 1972 році після суду над Мері Белл; у ній Серені брала інтерв'ю у її сім'ї, друзів і спеціалістів, які доглядали за дівчинкою під час суду над нею. Редагуванням книги займалася Діана Атілл, яка також редагувала книгу Серені «У ту темряву».
«У ту темряву» (також після початкової статті для «Дейлі телеграф») розглядала провину Франца Штангля, коменданта таборів смерті Треблінка та Собібор. Для статті вона брала у нього інтерв'ю у в'язниці протягом 70 годин, і коли вона закінчила, він нарешті визнав свою провину; через дев'ятнадцять годин він помер від серцевого нападу.
«Альберт Шпеер: Його битва з правдою» (1995) — біографічна робота про Альберта Шпеера, міністра озброєнь Німеччини під час Другої світової війни. У ній Серені досліджує, як багато Шпеер знав про Голокост. Під час Нюрнберзького процесу Шпеер уникнув смертного вироку через його постійні твердження, що він нічого про нього не знав. Однак, Серені зробила висновок, що Шпеер володів інформацією, про що свідчить його лист єврейській громаді в Південній Африці (після війни) та факт, що його найближчий помічник був присутній на Ванзейській конференції (на якій розроблялись деталі геноциду євреїв) і не міг не повідомити його про процес.
У 1998 році її друга книга про Мері Белл, «Непочуті крики», викликала суперечки в британській пресі, оскільки гонорар видавництва від Macmillan Publishers був розділений з Мері Белл за співпрацю над книгою. Британська преса та британський уряд з самого початку критикували Серені, хоча книга швидко стала та залишається стандартним текстом для професіоналів, які працюють з проблемними дітьми.
Серені написала про свою останню книгу «Німецька травма» (2002): «Усі дев'ятнадцять розділів цієї книги тісно пов'язані з Німеччиною періодами до, під час і після розпаду Третього рейху, вони більш-менш послідовно описують те, що я побачила та чого навчилася з 1938 по 1999 роки, тобто майже за все життя».

### Девід Ірвінг про наклеп
Британський заперечувач Голокосту Девід Ірвінг порушив справу про наклеп проти Серені та Guardian Media Group через два огляди в «Обзервері», в яких вона стверджувала, що він навмисно фальсифікував історичні записи задля реабілітації нацистів. Ірвінг підтримував особисту неприязнь до Серені, яку він назвав «зморщеним мисливцем на нацистів», за успішне спростування його заяв після публікації його книги «Війна Гітлера». У 1977 році Серені перехресно перевірила джерело, на яке він посилався для свого твердження, що Гітлер нічого не знав про «Остаточне рішення», а отже, не міг віддати наказ. Гітта Серені довела, що Ірвінг зробив додаткове твердження, яке суперечило його заявам; «Я знаю багатьох таких же людей, як і він, які були з оточення Гітлера…». Пізніше пані Серені сказала: «Це для нього страшно. Каже, ми штовхаємося біля одного корита. Різниця в тому, що він любить те корито, а я ні. Я думаю, що для нього [Девіда Ірвінга] у всьому цьому є відчай». Хоча справа не дійшла до суду, витрати Guardian Media Group на підготовку свого правового захисту склали 800 000 фунтів стерлінгів.

## Смерть
Гітта Серені померла після тривалої хвороби 14 червня 2012 року у віці 91 року в лікарні Адденбрук, Кембридж.